# Византиос, Христос
Христос Византиос (греч. Χρήστος Βυζάντιος; 1805, Константинополь — 1877, Афины) — греческий офицер, участник Освободительной войны Греции 1821—1829 годов, в дальнейшем известный историк.

## Биография
Византиос родился в Константинополе в 1805 году.
С началом Греческой революции прибыл добровольцев на Пелопоннес. Добровольцы, в отличие от местных иррегулярных повстанцев Пелопоннеса и Средней Греции, не были привязаны к своим регионам и местным военачальникам и составили костяк регулярной армии. Византиос писал:

«Они (солдаты регулярных частей) происходили в большинстве своём из разрушенных турками епархий и городов — Фракия, Македония, Малая Азия и прилегающие острова — из образованной молодёжи, полной чувством чистого патриотизма».

С 1825 года служил под командованием французского филэллина Шарль Николя Фавье, чему способствовали его образованность и знание французского языка.
После освобождения и в звании лейтенанта, Византиос стал адъютантом и преподавателем военного права в только что созданном офицерском училище.
.
В 1838 году Византиос ушёл в отставку по причине своей журналистской деятельности в защиту обделённых баварцами ветеранов войны. С тех пор занялся филологической деятельностью, опубликовал историю создания регулярной армии Греции (выдержавшей впоследствии 34 издания), написал устав внутренней службы армии, перевёл уставы других армий, историю Наполеона Бонапарта и др. Византиос был возвращён в армию в 1843 году и дослужился до звания полковника.
В годы Крымской войны, когда западные державы приложили все усилия чтобы Греция не вела военных действий против Османской империи, Византиос принял участие в военных действиях в находившейся ещё под османским контролем провинции Фессалия.
В 1866 году, будучи вновь вне армии и в 60-летнем возрасте, Византиос организовал отряд 300 добровольцев и принял участие в Критском восстании 1866—1869 годов. В мае 1867 года, когда 30 тыс. турок под водительством Омер-паши проводили зачистку от повстанцев и резню населения в горном регионе Ласити, Византиос со своим отрядом принял участие в боях, под командованием местного военачальника Михаила Коракаса и был ранен.
В 1876 году, в 70-летнем возрасте, Византиос отправился воевать на стороне сербов, но тяжело заболел и умер вернувшись в Афины в 1877 году.

## Труды
- «Руководство Ополчения» — «Εγχειρίδιον Εθνοφυλακής».
- «Философия войны» — «Φιλοσοφία του πολέμου».
- «Сборник военных законов» — «Συλλογή στρατιωτικών νόμων».
- «Военный ангел» — «Στρατιωτικός άγγελος».
- «Ветеран» — «Απόμαχος».
- «Газета армии» — «Εφημερίδα του στρατού».
- «Регулярная армия с 1821 года по 1833 год» — «Ο τακτικός στρατός από το 1821 μέχρι το 1833».
- «История Наполеона Великого» — «Ιστορία του Μεγάλου Ναπολέοντος».